# فيرنر غروبر
فيرنر غروبر (بالألمانية: Werner Gruber)‏ هو فيزيائي وأستاذ جامعي ومؤلف نمساوي، ولد في 15 مارس 1970 في Ostermiething ‏ في النمسا.

## وصلات خارجية
- فيرنر غروبر على موقع IMDb (الإنجليزية)
- فيرنر غروبر على موقع ميوزك برينز (الإنجليزية)